# Edytor (program)
Edytor – program służący do wprowadzania zmian (edycji) w jakimś dokumencie. Zazwyczaj używane w znaczeniu edytor tekstu. Bardziej zaawansowane edytory tekstu bywają nazywane procesorami tekstu.
W zależności od typu edytowanego dokumentu rozróżniamy:
- edytor tekstu
- edytor stron WWW
- edytor dźwięku
- edytor grafiki
- edytor gry
- edytor wideo
- edytor XML